# CDBurnerXP
CDBurnerXP é um aplicativo criado para a plataforma Microsoft Windows e é escrito principalmente no formato Visual Basic.NET.Atualmente o programa oferece suporte a 40 idiomas.
O programa suporta gravação de dados nos seguintes formatos CD-R, CD-RW, DVD-R, DVD-RW, DVD + R, DVD + RW, Blu-ray Disc e HD DVD enquanto permite gravar arquivos de áudio nos formatos WAV, MP3, MP2, FLAC, Windows Media Audio, AIFF, BWF (Broadcast WAV), Ogg Vorbis e no formato Red Book. Há suporte para gravação (formatos UDF ou ISO-9660) e criação de imagens ISO. O programa também oferece suporte aos discos de arranque de dados.
O CDBurnerXP é totalmente freeware, mas é de código fechado, pois utiliza atualmente algumas bibliotecas proprietárias.

## Características principais
- Grava qualquer tipo de disco
- Verifica os dados gravados após a conclusão
- Cria discos de boot
- Interface multi-idioma
- Suporte aos sistemas operacionais: Windows 2000, Windows XP, Windows Server 2003, Windows Vista, Windows Server 2008, Windows 7, Windows 8, Windows 8.1 e Windows 10
- Suporte a arquiteturas x64
- Atualizações online